# Kårboda
Kårboda är en by, tidigare fäbod, på Södra Ljusterö i Stockholms skärgård. 

## Historia
Kårboda heter kartografiskt Anneberg och skall ha börjat kallas så under 1858-1862 efter dåvarande ägarens Karl Petter Sjöberg , hustru Anna Greta Persdotter.  
Byn gränsar till Hummelmora, Marum och Storström. Marken ingick tidvis 1773-1817 i Marums gård med släkten Elmén som ägare. Till Kårboda hörde också Kårboda holme. Kårboda holme förenades genom landhöjningen med Ljusterö under 1900-talet, och kallas idag Storholmen.

### Kårboda gård
Kårboda gård nämns 1535 under Gustav Vasas tid i samband med den äldsta bevarade fogderäkningen för Värmdö skeppslag. Detta år fanns 10 skattebönder på Södra Ljusterö, vilka skattade 12 mark vardera, men Olof i Ström och Benct i Kårboda skattade endast 6 mark.
År 1632 var hemmanet på Kårboda öde. År 1641 nämns Kårboda i ett donationsbrev till fältmarskalk Lennart Torstenson, i vilket han blev innehavare av hela Norra Ljusterö, inklusive Väsby säteri. I detta donationsbrev räknas fyra hemman i Ösby, men eftersom Ösby bara hade tre hemman lades hemmanet i Kårboda till Torstenssons säteri, trots att Kårboda ligger på Södra Ljusterö.
Stockholmsköpmannen Hans Lenman förvärvade lantbruksfastigheterna Kårboda och Ström 1722, samt Marums gård 1725.
Sedan slutet av 1800-talet styckades tomter av från fastigheten, och byn ökade något i befolkning, eftersom den tidigare främst beboddes av dem som arbetade på bondgården eller i trädgården. Den första avstyckningen var holmen Kårboda holme, (nuvarande Storholmen) som köptes av skepparen Karl Wistedt från Nolsjö.
Efter att tidigare ägaren Johan Albert Eriksson avlidit någon gång under 1896-1905 inköptes Kårboda av garveriidkaren och bergsingenjören Eugèn Lundin (1848-1929), brorson till den kända garveriägaren på Kungsholmen, Anders Wilhelm Lundin vilken gett namn åt Garvargatan och Garvar Lundins gränd på Kungsholmen i Stockholm. Gården som i husförhörslängderna omnämns som 1/2 mantal+villa nyttjades som hans sommarställe, och han lät där uppföra ett stenhus i romantisk stil, senare nyttjad som orangeri:
| ”                                                              | Vid min käre farbrors frånfälle den 20 juni 1895 tillträdde jag hans fasta egendomar på Kungsholmen och fortsatte under några år läderindustrin der. Med anledning af gatu- och tomtregleringar flyttades läderfabrikationen till Jerla och bedrevs der af AB Stockholms Förenade Läder- och Remfabriker till dess kriget började den 1 Aug. 1914, då bolaget upplöstes. Läderfabrikationen fortsätter nu i Wenersborg. Jag lefver nu vid 67 års ålder mitt lif i lugnet på Kungsholmen, der vår familj varit bofast i nära 100 år. // Med stort intresse har jag egnat och egnar mig fortfarande åt lantbruk och trädgårdsskötsel på min gård Kårboda å Ljusterö, der jag tillbringar nästan halfva året. | „ |
| – av Eugèn Lundin, 1915, Eugèn Lundins självbiografi, 1915 (). | |   |

Kårboda ärvdes av hans son disponent Anders Johan Erik Lundin (1891-1946) vilken 1932 sålde trädgårdsmästeriet, men Anders Lundin behöll Kårboda gård till sin död 1946, då gården såldes av hans änka.
| ”                                                  | I Kårboda hölls auktion när disponent Anders Lundin gått ur tiden. Frun, som var norskfödd, sålde det mesta av lösöret för att sedan lämna Ljusterö. | „ |
| – av Kajsa Telander, Hummelmora på 30-talet, 1995. | |   |

Kårboda gård ägdes från 1950-talet av advokat Sune Haller. Gården brukades med besättning av mjölkkor av arrendatorerna Furster och Isaksson fram till 1970-talet, senare ingick gården bara i spannmålsproduktion. Under 1990-talet styckade Haller av corps de logiet, vilket såldes som privatbostad. 2007 sålde Sune Haller Kårboda gård inklusive skogsfastighet till Claes och Ulla Fallenius.

### Trädgårdsmästeri
Under början av 1900-talet anlades ett trädgårdsmästeri i Kårboda av dåvarande ägaren, vilken anställde trädgårdsmästaren Knut Cårebo från Västerås. Grönsakerna fraktades då till Stockholm med fartyg. Trädgårdsmästeriet styckades av och inköptes 1932 av Cårebo, vars son drev det vidare fram till 1990-talet.

### Orangeriet
Orangeriet fungerade dels som vinterförråd för känsliga växter, trädgårdsmästarbostad, samt på dess tak byggdes en vattensamlande behållare, vilken med ett nätverk av metallrör, användes för bevattning av trädgården. Fastigheten såldes 1950 till ingenjör Gösta Köhl, som under 1950-talet byggde om orangeriet till privatbostad,  Under 1990-talet delades fastigheten genom styckning och ägs nu inom släkterna Köhl och Giertz.

## Se även

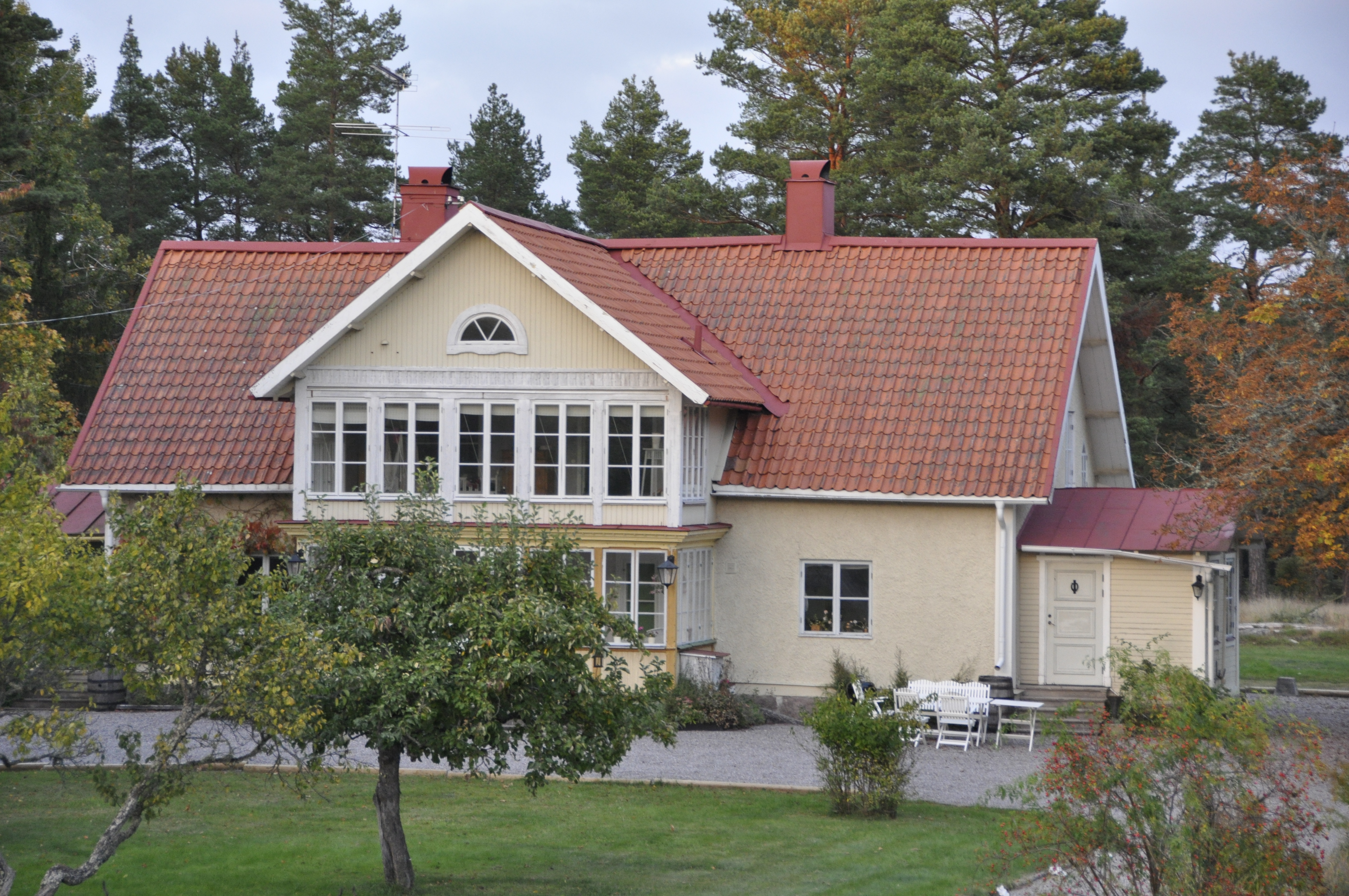
Den yngre mangårdsbyggnaden till Kårboda gård styckades av från gården under 1980-talet.
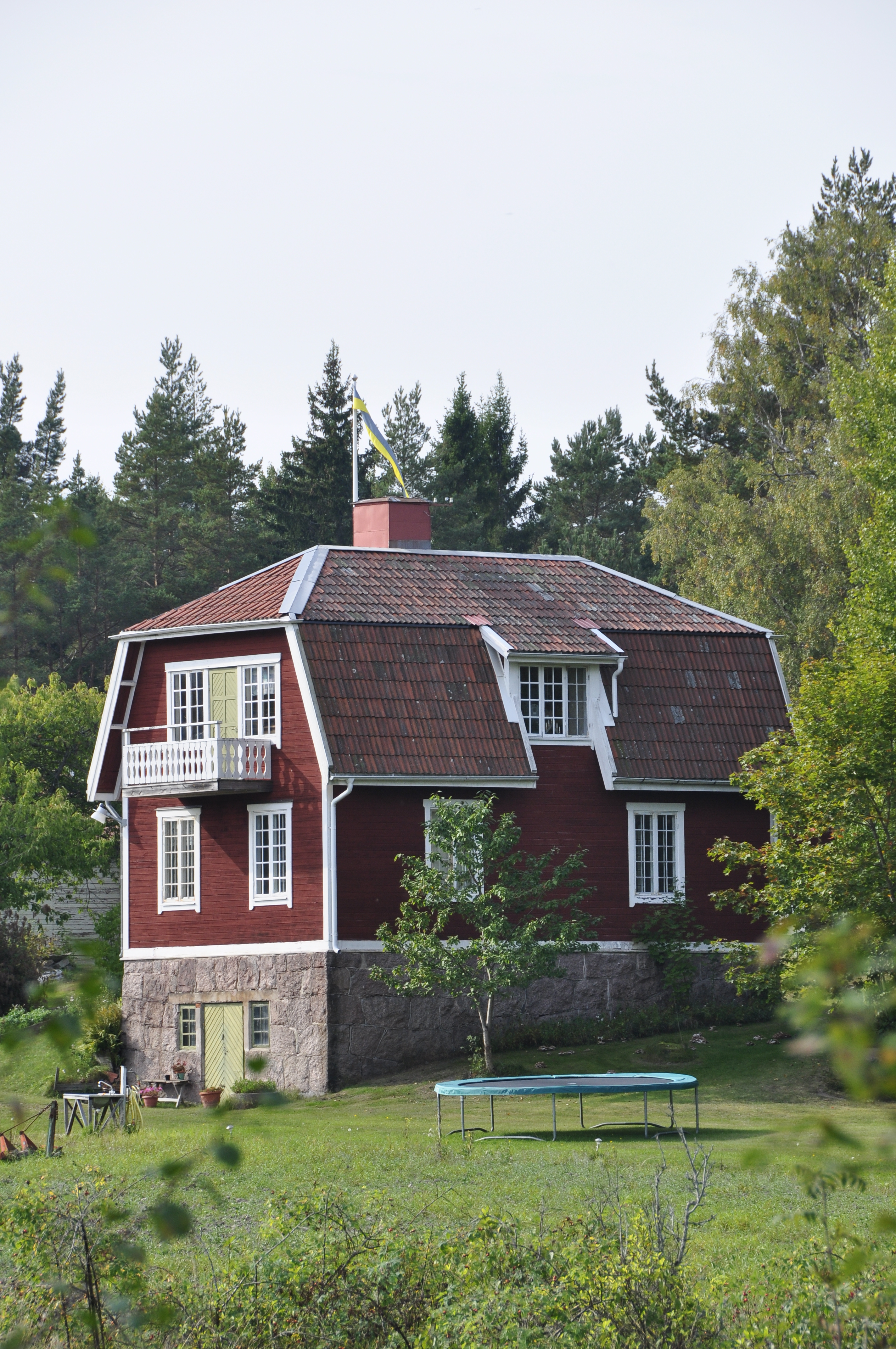
Trädgårdsmästarbostaden i Kårboda. Källaren var lager och butikförsäljning av plockade grönsaker.
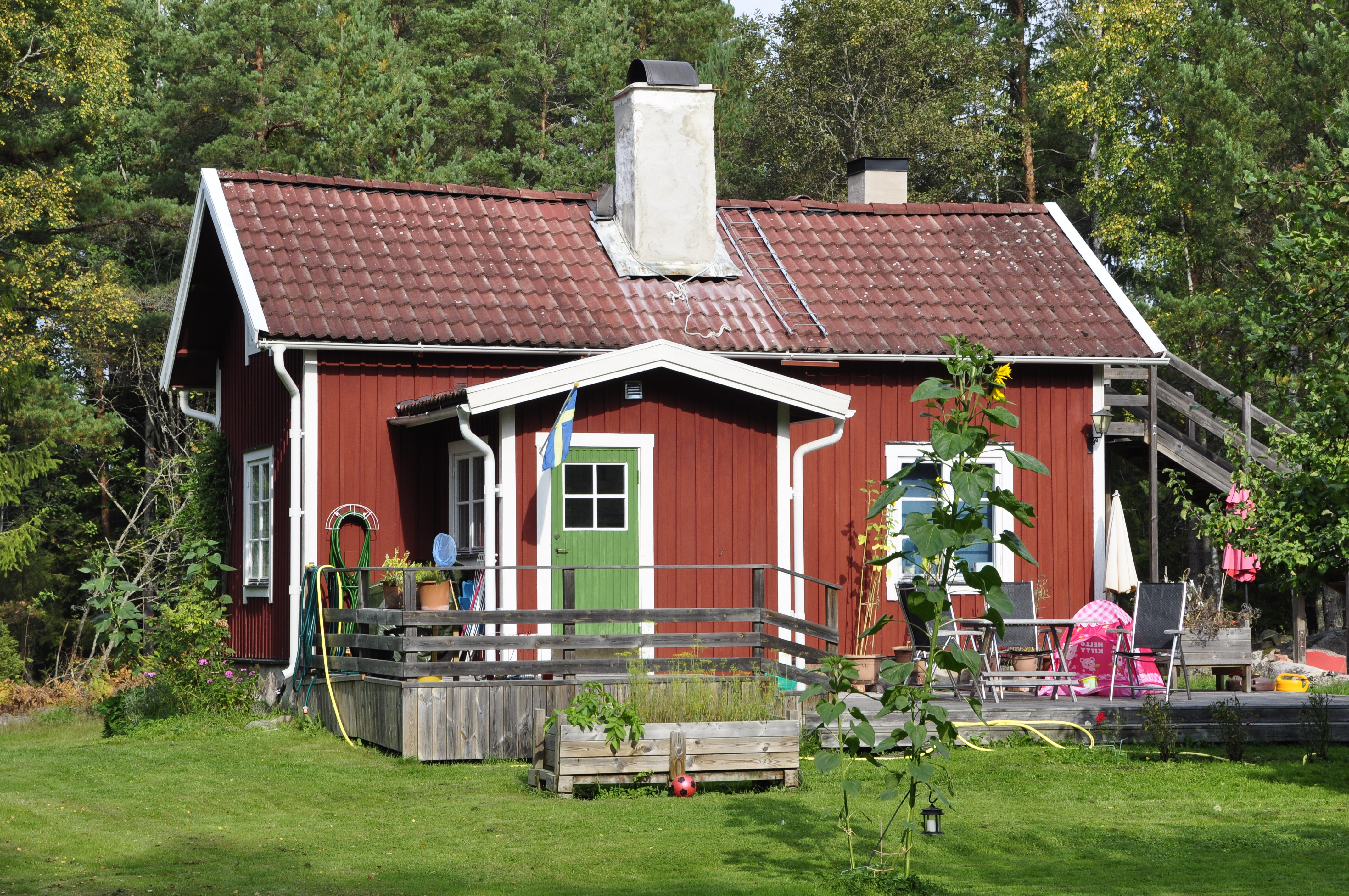
Skogsstugan i Kårboda.
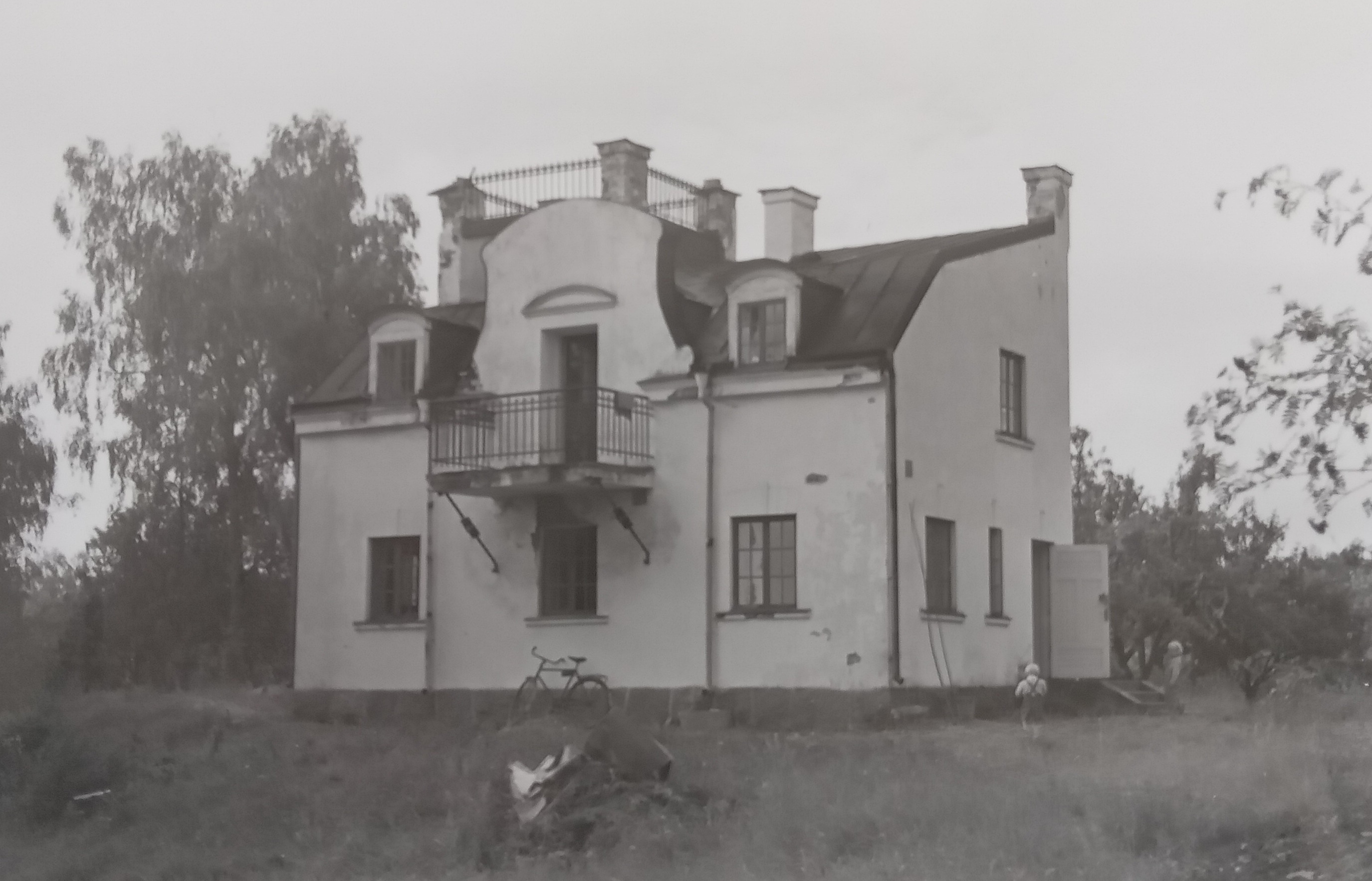
Det f.d. orangeriet före ombyggnationen.
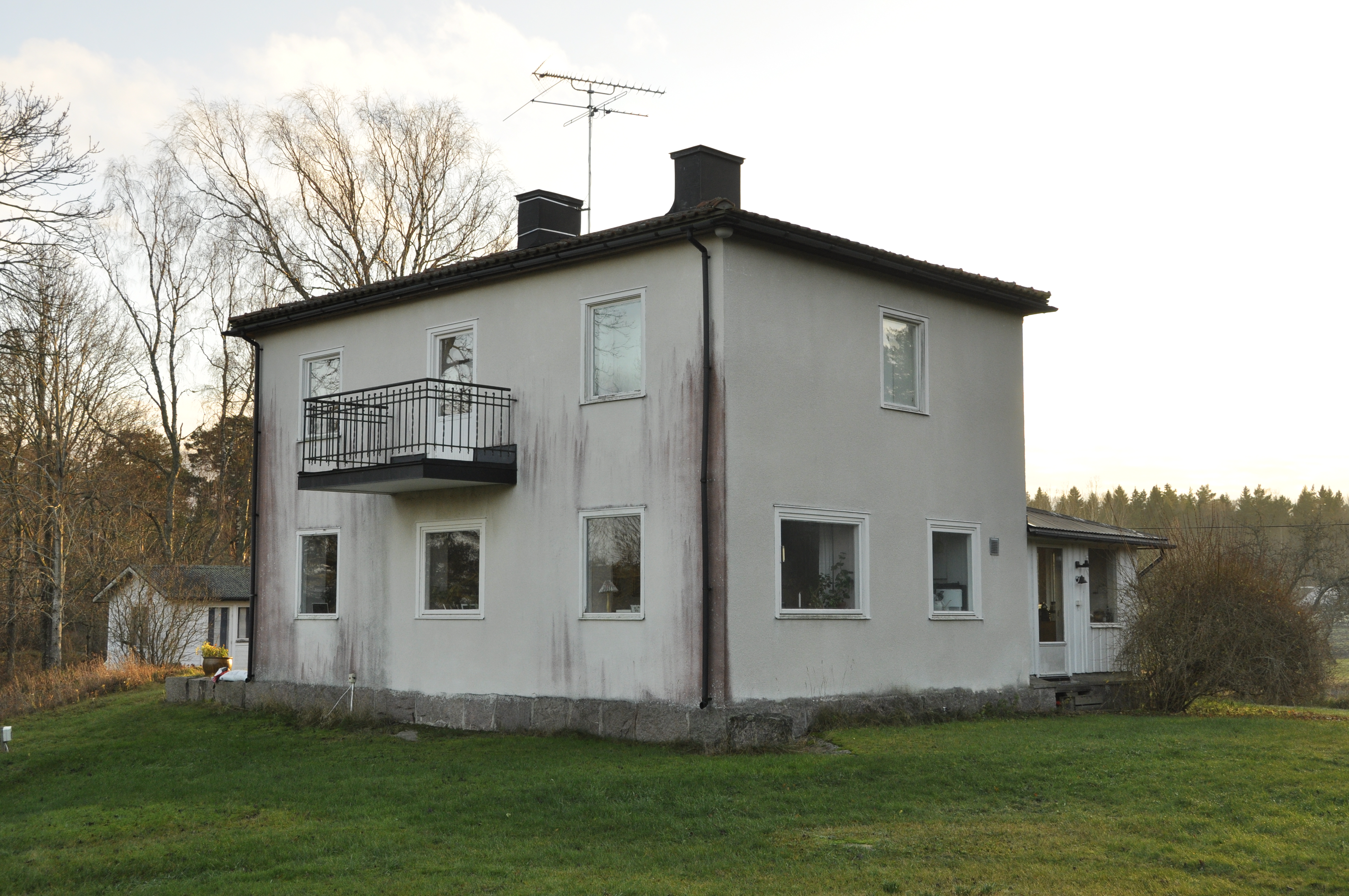
F.d orangeriet efter ombyggnad till funkisstil.
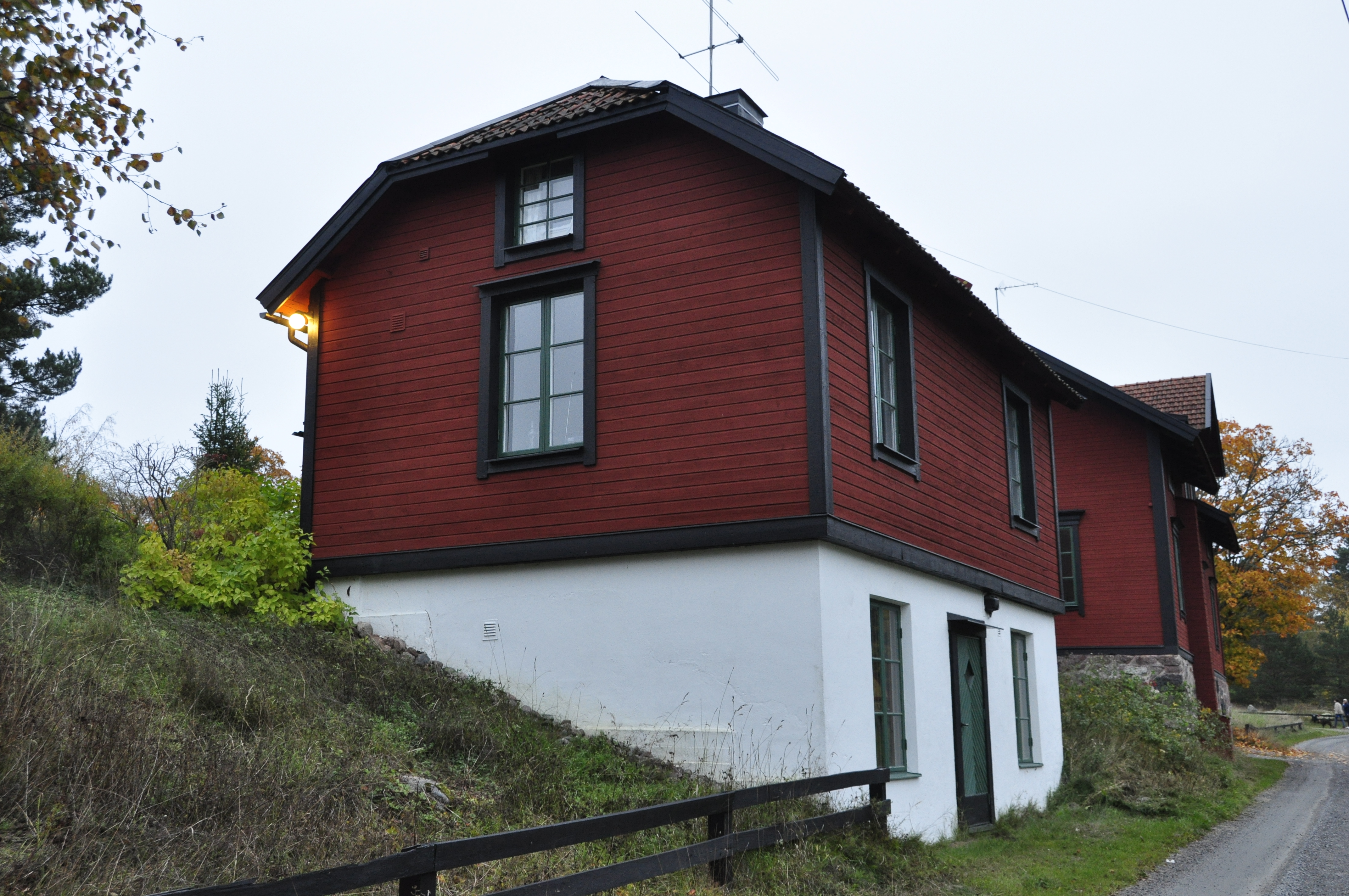
Tidigare personalbostäder är idag hyresrätter.